# Marussia B-sorozat
A  Marussia B-sorozat  egy sorozat sport kupé, amit a Marussia Motors gyártott Oroszországban. A B1 és a B2 technikailag nagyon hasonlóak, de a dizájnjuk különbözik. Egyforma motorok találhatóak meg mindkét autóban illetve, az elrendezésük, a funkciójuk, a felfüggesztésük, a fékek, és az áruk is (4.000.000 rubelt, illetve mintegy 100.000 € vagy 85.000 ₤). Ők az első orosz sportautók, amit valaha építettek.

## B1 (2010-)
A B1 az első autó, amit a Marussia Motors épített. Szerkezete alumínium, félig önhordózó kialakítás. A brit Cosworth gyártotta az autó motorját. Az autó 298 LEs és 219 kWos, maximális sebessége 300 km/h és 4,2 másodperc alatt éri el 100 km/h-s sebességet.

## B2 (2010-)
A B2 a B1 utódja, amit a 2009-es frankfurti kiállításon tekinthettek meg először. A B1 és a B2 közötti különbség csak a dizájnon vehető észre, valamint a B2 az űrkorszaki stílusban alakították ki. A tervezés célja az volt, hogy agresszív megjelenésű legyen az autó. Tervezése közben a fekete rácsozás a karosszéria színének és az autó geometriájának kihangsúlyozására épült. Az autó 420 LEs és 309 kWos, maximális sebessége 250 km/h és 3,8 másodperc alatt éri el 100 km/h-s sebességet. A 2012-es Need for Speed játéksorozatban is megjelent.
2012 márciusában, a finn autógyártó a Valmet Automotive és a Marussia Motors megállapodást kötött, miszerint  Uusikaupunki-ben fognak előállítani B2-es sportautókat.